# Aphonopelma hentzi
La tarántula marrón de Texas (Aphonopelma hentzi) es una de las especies de tarántula más comunes, prosperando actualmente en la mayoría de los estados al sur de los Estados Unidos. Las tarántulas marrones hembras pueden superar los 14-15 cm de longitud y los machos miden en torno a los 12-14 cm. El cuerpo por lo general es de color marrón oscuro, aunque la coloración puede variar en matices, sobre todo tras una muda.

## Ciclo de vida
Las tarántulas hembras pueden poner hasta 1000 huevos, que son depositados en una telaraña dentro de la madriguera de la tarántula, donde son vigilados por la madre. Los huevos eclosionan tras 45-60 días. Cuando las pequeñas arañas abandonan el saco de huevos, a veces permanecen con la madre durante una semana antes de dispersarse para construir sus propias madrigueras.
Las hembras pueden vivir hasta 30 años, aunque se cree que su ciclo vital puede ser mayor. Los machos raramente viven más de tres meses después de la maduración sexual y el apareamiento.

## Hábitat
El área de distribución de la tarántula marrón de Texas se concentra en los estados de Texas, Oklahoma y otras zonas adyacentes del sur de los Estados Unidos y el norte de México. Suelen habitar en praderas, en madrigueras excavadas en el suelo; o utilizando troncos, piedras o madrigueras abandonadas por roedores. La tarántula marrón de Texas utiliza su telaraña para cubrir la entrada de su refugio y detectar a las presas que pasan. Aunque no suelen abandonar el suelo, son capaces de trepar.

## Alimentación
La dieta de la tarántula marrón de Texas consiste principalmente en escarabajos, cucarachas, grillos y ocasionalmente ratones. Cuando se alimenta, el abdomen (ofistosoma) a menudo duplica su tamaño.

## Cautividad
La tarántula marrón de Texas suele ser una mascota muy común debido a su docilidad. Como la mayoría de las demás especies de tarántula que se crían en cautividad, la tarántula marrón es muy fácil de manejar y requiere pocos cuidados. Normalmente debe mantenerse en un terrario de 30 x 30 cm con baja humedad y temperatura media de 26 °C de día y 22 °C de noche. También debe incluir un refugio para ocultarse y dormir y un pequeño recipiente con agua.
La alimentación recomendada en cautividad es de 4-6 grillos vivos cada pocas semanas. Las presas no devoradas deben ser retiradas después de un día. Cuando ayuna durante días o semanas en ocasiones indica la inminencia de una muda de piel. 

## Defensa
Cuando se la molesta, como la mayoría de las tarántulas, la tarántula marrón de Texas yergue sus patas delanteras de forma amenazante. Además disponen de pequeños pelos urticantes de color negro en su abdomen que son capaces de lanzar en la dirección de la amenaza. Su mordisco, aunque doloroso, por lo general no provoca un daño serio a los humanos. Basta con aplicar un paño frío en la zona del mordisco, y si se produce hinchazón, buscar atención médica.

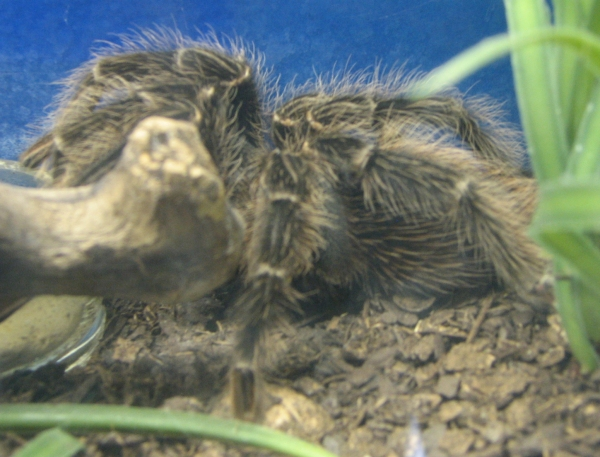
Tarántula marrón de Texas